# Акулово (Лотошинский район)
Акулово — деревня в Лотошинском районе Московской области России.
Относится к городскому поселению Лотошино, до реформы 2006 года относилась к Монасеинскому сельскому округу. Население — 19 чел. (2010).

## География
Расположена в центральной части городского поселения, примерно в 7 км к северо-западу от районного центра — посёлка городского типа Лотошино, на левом берегу реки Руссы, впадающей в Лобь. Соседние населённые пункты — деревни Софийское, Монасеино и Харпай. Автобусная остановка на дороге Лотошино — Марково.

## Исторические сведения
По сведениям 1859 года — деревня Татьянковской волости Старицкого уезда Тверской губернии (Калицынский приход) в 50 верстах от уездного города, при реке Русце, с 42 дворами, 3 прудами, 5 колодцами и 365 жителями (189 мужчин, 176 женщин).
В «Списке населённых мест» 1862 года Акулово — казённая деревня при реке Рузце, с 41 двором и 351 жителем (185 мужчин, 166 женщин).
В 1886 году — 65 дворов и 393 жителя (192 мужчины, 201 женщина).
В 1915 году насчитывалось 70 дворов, а деревня относилась к Федосовской волости.
Постановлением НКВД от 19 марта 1919 года вошла в состав Лотошинской волости Волоколамского уезда Московской губернии.
По материалам Всесоюзной переписи населения 1926 года — центр Акуловского сельсовета, в ней проживало 376 человек (174 мужчины, 202 женщины), насчитывалось 80 крестьянских хозяйств, имелась школа.
С 1929 года — населённый пункт в составе Лотошинского района Московской области.

## Население
| 1859 | 1886 | 1926 | 2002 | 2006 | 2010 |
| ---- | ---- | ---- | ---- | ---- | ---- |
| 351  | ↗393 | ↘376 | ↘12  | ↘7   | ↗19  |